# سانتیاگو اوبدا
سانتیاگو اوبدا (انگلیسی: Santiago Úbeda؛ زادهٔ ۴ ژوئیهٔ ۱۹۹۶) بازیکن فوتبال اهل آرژانتین است.